# Tardun
Tardun is een plaats in de regio Mid West in West-Australië.

## Geschiedenis
In 1913 werd beslist een spoorweg tussen Mullewa en Wongan Hills aan te leggen. Op '61 miles 52 chains' afstand van Wongan Hills zou een nevenspoor ('siding') komen. Aan het toekomstige nevenspoor werd Tardun nog in 1913 officieel gesticht. Tot 1925 heette het echter 'Undatarra'. Pas in 1927 werden de eerste dorpskavels er opgemeten.
In de streek vestigden zich vanaf de opening van de spoorweg in maart 1915 landbouwers. In 1920 werd een gemeenschapszaal gebouwd, de 'Tardun Hall'.
In de jaren 1930 werd de 'St Mary's' landbouwschool in Tardun opgericht. De school was actief tot 2009.

## Beschrijving
Tardun maakt deel uit van het lokale bestuursgebied (LGA) City of Greater Geraldton, waarvan Geraldton de hoofdplaats is.
In 2021 telde Tardun 23 inwoners, tegenover 346 in 2006.

## Ligging
Tardun ligt langs de 'Wubin-Mullewa Road', ongeveer 407 kilometer ten noorden van de West-Australische hoofdstad Perth, 250 kilometer ten westzuidwesten van Mount Magnet en 140 kilometer ten oosten van Geraldton.
De spoorweg die door Tardun loopt maakt deel uit van het goederenspoorwegnetwerk van Arc Infrastructure.